# دستجرده سفلی
دستجرده سفلی، روستایی از توابع بخش دینور شهرستان صحنه در استان کرمانشاه ایران است.

## جمعیت
این روستا در دهستان دینور قرار دارد و براساس سرشماری مرکز آمار ایران در سال ۱۳۹۵، جمعیت آن ۳۸۳ نفر (۱۱۴ خانوار) بوده‌ است.
اهالی این روستا به گویش لکی صحبت می کنند که با لهجه خاص این روستا ادا می‌شود.